# Nedersachsiska kretsen

Nedersachsiska kretsens läge i Tysk-romerska riket.

Nedersachsiska kretsen (Niedersächsischer Reichskreis), var åren 1500-1806 en rikskrets i Tysk-romerska riket från början av 1500-talet. Den utgjorde  huvuddelen av den norra, framåt Nordsjön
sig sträckande, lågt liggande delen av gamla Sachsen.
Den omfattade följande områden: ärkestiften Magdeburg och Bremen,
stiften Halberstadt, Hildesheim, Lübeck, furstendömena Braunschweig-Lüneburg,
Grubenhagen, Calenberg och Braunschweig-Wolfenbüttel,
hertigdömena Mecklenburg-Schwerin,
Mecklenburg-Güstrow, Holstein, Braunschweig,
Sachsen-Lauenburg, furstendömena Schwerin,
Ratzeburg och Blankenburg, grevskapet Rantzau
samt städerna Lybeck, Hamburg, Bremen, Goslar,
Nordhausen och Mühlhausen. Rikskretsen hade en yta på 77 000 km2.